# Transformada discreta de Fourier sobre um anel
Na matemática, a transformada discreta de Fourier sobre um anel generaliza a transformada discreta de Fourier  (TDF), de uma função cujos valores são números complexos, para uma cujos valores se dão sobre um anel arbitrário.

## Definição
Seja R um anel,  {\displaystyle n\geq 1} um inteiro e {\displaystyle \alpha \in R} uma raiz principal n -ésima da unidade, definida por: 

| {\displaystyle {\begin{aligned}&\alpha ^{n}=1\\&\sum _{j=0}^{n-1}\alpha ^{jk}=0{\text{ for }}1\leq k<n\end{aligned}}} | \| \| \| \| \| \| \| \| | (1) |
| |                         |     |
| |                         |     |
A Transformada Discreta de Fourier é uma operação que mapeia uma n-tupla (énupla) {\displaystyle (v_{0},\ldots ,v_{n-1})} de elementos de R para outra n -tupla {\displaystyle (f_{0},\ldots ,f_{n-1})} de elementos de R com respeito a seguinte fórmula:

| {\displaystyle f_{k}=\sum _{j=0}^{n-1}v_{j}\alpha ^{jk}.} | \| \| \| \| \| \| \| \| | (2) |
|                                                           |                         |     |
|                                                           |                         |     |
Por convenção, a n-tupla {\displaystyle (v_{0},\ldots ,v_{n-1})} é dita estar no domínio do tempo onde o índice j é chamado de tempo . Já a n-tupla {\displaystyle (f_{0},\ldots ,f_{n-1})} é dita estar no domínio da frequência onde o índice k é chamado de frequência . Outra nomenclatura usual para {\displaystyle (f_{0},\ldots ,f_{n-1})} é espectro de {\displaystyle (v_{0},\ldots ,v_{n-1})} . Essa terminologia tem como origem as aplicações das transformadas de Fourier no processamento de sinais .
Se R é um domínio integral (que inclui Corpos ), basta escolher {\displaystyle \alpha } como uma raiz primitiva n- ésima da unidade, para satisfazer a condição ( 1 ). Em outras palavras, é suficiente que: 
{\displaystyle \alpha ^{k}\neq 1} para {\displaystyle 1\leq k<n}
Tome {\displaystyle \beta =\alpha ^{k}}, onde {\displaystyle 1\leq k<n}. Já que {\displaystyle \alpha ^{n}=1}, {\displaystyle \beta ^{n}=(\alpha ^{n})^{k}=1}, nos dando:
{\displaystyle \beta ^{n}-1=(\beta -1)\left(\sum _{j=0}^{n-1}\beta ^{j}\right)=0}
onde a soma satisfaz (1), uma vez que {\displaystyle \alpha } é uma raíz primitiva da unidade, {\displaystyle \beta -1\neq 0}. Então  pela hipótese de R ser um domínio integral,a soma deve ser zero. ∎
Outra simples hipótese se aplica no caso em que n é da forma {\displaystyle 2^{k}}. Neste caso, ( 1 ) pode ser substituído por {\displaystyle \alpha ^{n/2}=-1} .

## Inverso
O inverso da transformada discreta de Fourier é dada por:

| {\displaystyle v_{j}={\frac {1}{n}}\sum _{k=0}^{n-1}f_{k}\alpha ^{-jk}.} | \| \| \| \| \| \| \| \| | (3) |
|                                                                          |                         |     |
|                                                                          |                         |     |
onde {\displaystyle 1/n=n^{-1}} é o inverso multiplicativo de n em R (realçamos que se esse inverso não existir, a TDF não pode ser invertida).
Substituindo (2) no lado direito da equação (3), nos obtemos
{\displaystyle {\begin{aligned}&{\frac {1}{n}}\sum _{k=0}^{n-1}f_{k}\alpha ^{-jk}\\={}&{\frac {1}{n}}\sum _{k=0}^{n-1}\sum _{j'=0}^{n-1}v_{j'}\alpha ^{j'k}\alpha ^{-jk}\\={}&{\frac {1}{n}}\sum _{j'=0}^{n-1}v_{j'}\sum _{k=0}^{n-1}\alpha ^{(j'-j)k}.\end{aligned}}}
Que é exatamente {\displaystyle v_{j}}, uma vez que
{\displaystyle \sum _{k=0}^{n-1}\alpha ^{(j'-j)k}=0} quando {\displaystyle j'\neq j} (por (1)), e
{\displaystyle \sum _{k=0}^{n-1}\alpha ^{(j'-j)k}=n} no caso de {\displaystyle j'=j}. ∎

## Formulação matricial
Como a transformada discreta de Fourier é um operador linear sob uma n-tupla (um vetor no {\displaystyle {R}^{n}} ), ela pode ser descrita pela multiplicação de matrizes . Nessa notação matricial, a transformada é expressa da seguinte forma:
{\displaystyle {\begin{bmatrix}f_{0}\\f_{1}\\\vdots \\f_{n-1}\end{bmatrix}}={\begin{bmatrix}1&1&1&\cdots &1\\1&\alpha &\alpha ^{2}&\cdots &\alpha ^{n-1}\\1&\alpha ^{2}&\alpha ^{4}&\cdots &\alpha ^{2(n-1)}\\\vdots &\vdots &\vdots &\ddots &\vdots \\1&\alpha ^{n-1}&\alpha ^{2(n-1)}&\cdots &\alpha ^{(n-1)(n-1)}\\\end{bmatrix}}{\begin{bmatrix}v_{0}\\v_{1}\\\vdots \\v_{n-1}\end{bmatrix}}.}
De forma similar, a matriz para a transformada inversa de Fourier é
{\displaystyle {\begin{bmatrix}v_{0}\\v_{1}\\\vdots \\v_{n-1}\end{bmatrix}}={\frac {1}{n}}{\begin{bmatrix}1&1&1&\cdots &1\\1&\alpha ^{-1}&\alpha ^{-2}&\cdots &\alpha ^{-(n-1)}\\1&\alpha ^{-2}&\alpha ^{-4}&\cdots &\alpha ^{-2(n-1)}\\\vdots &\vdots &\vdots &\ddots &\vdots \\1&\alpha ^{-(n-1)}&\alpha ^{-2(n-1)}&\cdots &\alpha ^{-(n-1)(n-1)}\end{bmatrix}}{\begin{bmatrix}f_{0}\\f_{1}\\\vdots \\f_{n-1}\end{bmatrix}}.}

## Formulação polinomial
Identificando uma n -tupla {\displaystyle (v_{0},\ldots ,v_{n-1})} com um polinômio da forma
{\displaystyle p_{v}(x)=v_{0}+v_{1}x+v_{2}x^{2}+\cdots +v_{n-1}x^{n-1}.\,}
Obtemos que a transformada ( 2 ) é da forma:
{\displaystyle f_{k}=v_{0}+v_{1}\alpha ^{k}+v_{2}\alpha ^{2k}+\cdots +v_{n-1}\alpha ^{(n-1)k}.\,}
Ou seja, isso significa que {\displaystyle f_{k}} é o valor do polinômio {\displaystyle p_{v}(x)} para {\displaystyle x=\alpha ^{k}}, em outras palavras,

| {\displaystyle f_{k}=p_{v}(\alpha ^{k}).\,} | \| \| \| \| \| \| \| \| | (4) |
|                                             |                         |     |
|                                             |                         |     |
Portanto, a transformada de Fourier pode ser vista pela valuação de polinômios cujos coeficientes estão no domínio do tempo e os valores estão no domínio da frequência. Aqui é importante que o polinômio seja avaliado nas raízes n -ésimas da unidade, que são exatamente as potências de {\displaystyle \alpha } .
De modo análogo, a definição da transformada inversa de Fourier ( 3 ) pode ser escrita usando:
{\displaystyle p_{f}(x)=f_{0}+f_{1}x+f_{2}x^{2}+\cdots +f_{n-1}x^{n-1},}
{\displaystyle v_{j}={\frac {1}{n}}p_{f}(\alpha ^{-j}).}
Em síntese, resumimos isso do seguinte jeito: Os valores de {\displaystyle p_{v}(x)} em {\displaystyle \alpha ^{k}} são os coeficientes de {\displaystyle p_{f}(x)}. Enquanto os valores de {\displaystyle p_{f}(x)} em {\displaystyle \alpha ^{k}}são os coeficientes de {\displaystyle p_{v}(x)}, a menos de um fator escalar e reordenação.

## Casos especiais

### Números complexos
Se {\displaystyle F={\mathbb {C} }} é o corpo dos números complexos, então as {\displaystyle n}-ésimas raízes primitivas da unidade podem ser serão nossos {\displaystyle \alpha }. Neste caso, produz-se a fórmula usual para a transformada discreta complexa de Fourier :
{\displaystyle f_{k}=\sum _{j=0}^{n-1}v_{j}e^{{\frac {-2\pi i}{n}}jk}.}
Sobre os números complexos, frequentemente normaliza-se as fórmulas para a TDF e a TDF inversa usando o fator escalar {\displaystyle {\frac {1}{\sqrt {n}}}} em ambas as fórmulas, em vez de {\displaystyle 1} na fórmula para o TDF e {\displaystyle {\frac {1}{n}}} na fórmula para a TDF inversa. Essa normalização, é feita para tornar a matriz TDF unitária. Observe que não se realiza essa normalização no caso geral, pois {\displaystyle {\sqrt {n}}} não faz sentido em um anel arbitrário.

### Corpos finitos
Se {\displaystyle F=\mathrm {GF} (q)} é um corpo finito, onde q é uma potência de um número primo, então a existência de uma raiz primitiva n implica automaticamente que n divide {\displaystyle q-1}. Isso segue do Teorema de Lagrange que tem como corolário que ordem multiplicativa de cada elemento deve dividir o tamanho do grupo multiplicativo {\displaystyle F^{*}=F\setminus \{0\}}, que é {\displaystyle q-1} . Isto, em particular, garante que {\displaystyle n=\underbrace {1+1+\cdots +1} _{n\ {\rm {times}}}} é invertível, de modo que a notação {\displaystyle {\frac {1}{n}}} em ( 3 ) faz sentido.
Uma aplicação da transformada discreta de Fourier sobre {\displaystyle \mathrm {GF} (q)} é a simplificação dos códigos Reed-Solomon aos códigos BCH dentro da teoria da codificação . Tal transformação pode ser realizada mais eficientemente utilizando certos algoritmos rápidos, por exemplo, a transformada rápida ciclotômica de Fourier .

#### Formulação polinomial sem raiz n-ésima
Suponha que {\displaystyle F=\mathrm {GF} (p)} . Primeiro consideremos o caso em que {\displaystyle p\nmid n}.
Já que buscamosque não haja raíz {\displaystyle n}-ésima raiz da unidade em {\displaystyle F}, então  {\displaystyle n\nmid p-1}. Assim, vendo a transformada de Fourier como um isomorfismo {\displaystyle \mathrm {F} [C_{n}]=\mathrm {F} [x]/(x^{n}-1)\cong \bigoplus _{i}\mathrm {F} [x]/(P_{i}(x))} para alguns polinômios {\displaystyle P_{i}(x)}, de acordo com o teorema de Maschke . O mapa é dado pelo teorema do resto chinês, e o inverso pela aplicação da identidade de Bézout para polinômios.
Além disso, {\displaystyle x^{n}-1=\prod _{d|n}\Phi _{d}(x)}, é um produto de polinômios ciclotômicos. Onde, a fatoração de {\displaystyle \Phi _{d}(x)} em {\displaystyle F[x]} equivale a fatorar o ideal primo {\displaystyle (p)} em {\displaystyle \mathrm {Z} [\zeta ]=\mathrm {Z} [x]/(\Phi _{d}(x))}, onde {\displaystyle \zeta } é uma  {\displaystyle n}-ésima raiz primitiva da unidade. Obtendo assim, {\displaystyle g} polinômios {\displaystyle P_{1}\ldots P_{g}} de grau {\displaystyle f} onde {\displaystyle fg=\varphi (d)} e {\displaystyle f} é a ordem de {\displaystyle p{\text{ mod }}d} .
Novamente, podemos estender um corpo finito base para {\displaystyle \mathrm {GF} (q)} com o objetivo de encontrarmos uma raiz primitiva, ou seja, queremos construir um corpo de divisão para {\displaystyle x^{n}-1} . Nessa extensão, obtemos {\displaystyle x^{n}-1=\prod _{k}(x-\alpha ^{k})}, para um elemento tal que dado um polinômio {\displaystyle \sum _{j=0}^{n-1}v_{j}x^{j}\in F[x]/(x^{n}-1)},  {\displaystyle \sum _{j=0}^{n-1}v_{j}x^{j}\mod (x-\alpha ^{k})\equiv \sum _{j=0}^{n-1}v_{j}(\alpha ^{k})^{j}} para cada {\displaystyle k} .
No caso de {\displaystyle p|n}, podemos definir novamente um {\displaystyle F_{p}}-isomorfismo linear como anteriormente, da seguinte forma: Observamos que {\displaystyle (x^{n}-1)=(x^{m}-1)^{p^{s}}} onde {\displaystyle n=mp^{s}} e {\displaystyle p\nmid m} . Então, aplicamos a fatoração efetuada no caso anterior a {\displaystyle x^{m}-1}, e obtendo a decomposição {\displaystyle F[x]/(x^{n}-1)\cong \bigoplus _{i}F[x]/(P_{i}(x)^{p^{s}})}. Porém, os módulos que aparecem agora são indecomponíveis em vez de irredutíveis.

### Transformada de Teoria dos Números
A transformada de Teoria dos Números (TTN) é obtida pela especialização da transformada discreta de Fourier para {\displaystyle F={\mathbb {Z} }/p{\mathbb {Z} }}, os inteiros módulo um primo p . Este é um corpo finito, e raízes primitivas n -ésimas da unidade existem sempre que n divide {\displaystyle p-1}, então temos {\displaystyle p-1=\xi n} para um inteiro positivo ξ . Especificamente, deixe {\displaystyle \omega } ser uma {\displaystyle (p-1)}-ésima raiz primitiva da unidade, então uma n-ésima raiz primitiva da unidade {\displaystyle \alpha } pode ser encontrado calculando {\displaystyle \alpha =\omega ^{\xi }} .
e.g. para {\displaystyle p=5}, temos {\displaystyle \omega =2}, uma {\displaystyle 4}-ésima raíz primitiva da unidade
{\displaystyle {\begin{aligned}2^{1}&=2{\pmod {5}}\\2^{2}&=4{\pmod {5}}\\2^{3}&=3{\pmod {5}}\\2^{4}&=1{\pmod {5}}\end{aligned}}}
quando {\displaystyle n=4}, temos {\displaystyle \alpha =\omega =2} e a forma matricial fica
{\displaystyle {\begin{bmatrix}F(0)\\F(1)\\F(2)\\F(3)\end{bmatrix}}={\begin{bmatrix}1&1&1&1\\1&2&4&3\\1&4&1&4\\1&3&4&2\end{bmatrix}}{\begin{bmatrix}f(0)\\f(1)\\f(2)\\f(3)\end{bmatrix}}}
A TTN pode ter significado no anel {\displaystyle \mathbb {Z} /m\mathbb {Z} }, mesmo quando o módulo m não é primo, desde que exista uma raiz principal de ordem n . Alguns casos especiais da TTN, ocorrem para certos m, como a Transformada de Números de Fermat ( m = 2k+1 ), usada pelo algoritmo de Schönhage–Strassen, ou a Transformada de Números de Mersenne ( m = 2k − 1 ) que usa um módulo composto.
Em geral, se {\displaystyle m=\prod _{i}p_{i}^{e_{i}}}, então pode-se encontrar uma {\displaystyle n}-ésima raíz da unidade mod {\displaystyle m} encontrando uma ráiz primitiva {\displaystyle g_{i}} mod {\displaystyle p_{i}^{e_{i}}}, que depende de {\displaystyle n} satisfazer {\displaystyle n|\varphi (p_{i}^{e_{i}})}. Então se {\displaystyle n|\varphi (p_{i}^{e_{i}})} para cada {\displaystyle i}, onde {\displaystyle \varphi } é a função totiente de Euler, somos capaz de produzir uma tupla {\displaystyle g=\left(g_{i}\right)_{i}\in \prod _{i}\left(\mathbb {Z} /p_{i}^{e_{i}}\mathbb {Z} \right)^{\ast }} , tal que, a pré-imagem de {\displaystyle g}, dada pelo teorema do resto chinês, é uma {\displaystyle n}-ésima raiz da unidade {\displaystyle \alpha } de modo que {\displaystyle \alpha ^{n/2}=-1\mod m} . Garantindo que a condição de soma para raízes principais ( 1 ) seja satisfeita.